# Geografija Črne gore
Črna gora (črnogorščina Crna Gora, Црна Гора) je majhna gorata država na jugozahodnem Balkanu. Njene sosede so Hrvaška, Bosna in Hercegovina, Srbija, Kosovo, Albanija, meji tudi na Jadransko morje. Čeprav je majhna država s 13.812 km², je zelo raznolika glede na konfiguracijo terena.

## Površje
Teren v Črni gori sega od visokih gora v severnem delu države, preko kraškega območja v osrednjem in zahodnem delu, do skoraj 300 km ozke obalne ravnine. Obalna ravnina popolnoma izgine na severu, kjer gora Lovćen in drugi gorski grebeni strmo padajo v Kotorski zaliv. Obalno območje je znano po aktivnih potresih.
Črnogorski kras na splošno leži na nadmorski višini okoli 100 m (čeprav se nekatera območja dvigajo na 1800 m). Najnižji odsek je v dolini reke Zete, ki teče na nadmorski višini 450 m. Reka zavzema središče Nikšićkega polja, ravninsko podolgovato depresijo, značilno za kraška območja. Matična skala je pretežno apnenec, ki se raztopi in tvori vrtače in jame. Najdaljša jama v Črni gori je Vražji firovi - 10,5 km dolga jama severovzhodno od kraja Berane, najgloblja vrtača pa je Željezna jama -1027 m na gori Maganik.
Dolina reke Zete ali planota Bjelopavlići se na jugovzhodu združi z drugo pomembno ravnino v Črni gori, Zetsko planoto. Ta se razprostira severno od  Skadarskega jezera na nadmorski višini 40 m. Obe planoti sta danes najbolj gosto poseljeni območji, v katerih sta tudi dve največji črnogorski mesti, Podgorica in Nikšić.
Visoke gore Črne gore so med najbolj razgibanim površjem v Evropi. Povprečno presegajo več kot 2000 m višine. Najviši vrh je Zla Kolata v Prokletijah z nadmorsko višino 2534 m. Med najbolj znanimi vrhovi je Bobotov Kuk v pogorju Durmitor, ki doseže 2523 m. Črnogorske gore so bile v zadnjem ledeniškem obdobju najbolj poledenel del Balkanskega polotoka.
Bokakotorski zaliv sestoji iz štirih manjših zalivov: Toplanskega, Tivatskega, Risanskega in Kotorskega. Toplanski in Tivatski zaliv spaja ožina Kumbor, Tivatskega in Risanskega ožina Verige.
Paštrovićko primorje se razteza od Boke do Ulcinja. Nad njim se dvigajo gore Rumija in Sutorman. Nekdanji otok Sveti Stefan, s peščeno sipino spojen z obalo je spremenjen v polotok in turistično mesto-hotel. Ta del Jadranske obale ima peščene plaže Petrovac, Miločer, Sveti Stefan, Ulcinj, itd. Velika Plaža pri Ulcinju je najdaljša v Črni gori z okoli 13 km.
Barsko polje je najpomembnejši železniški, pristaniški in industrijski center.
Skadarski bazen predstavlja največjo depresijo na Balkanskem polotoku. Njegova največja globina leži 38 m pod morsko globino, površina vode jezera je le 6 m nad nivojem morja. Je tudi največje jezero v Črni gori.
Zetsko-Bjelopavlićka planota se razteza okoli rek Morače in Zete vse do bližnjega Nikšićkega polja. Plodna tla, dovolj vode, mediteranska klima temu območju omogoča, da je najbolj ploden in je žitnica države.
Veliko kraško območje Črne gore leži na nadmorskih višinah okoli 1000 m in več, celo do 1900 m, kot na primer planina Orjen, najvišji masiv med priobalnimi apnenčastimi gorami.
| Ime                       | lokacija     | globina (m) |
| ------------------------- | ------------ | ----------- |
| Jama na Vjetrenim brdima  | Durmitor     | 897         |
| Jama v Malem Lomnem Dolu  | Durmitor     | 605         |
| Jamski sistem v Obručinah | Durmitor     | 464         |
| Jama v Crkvenom Dolu      | Moračka Kapa | 266         |
| Jama v Pribatovom Dolu    | Maganik      | 239         |

Tri najgloblje jame so na Durmitoru. Najgloblja med njimi je na Vjetrenim brdima in je globoka 897 m.

### Obala
Črnogorsko primorje ali Črnogorska obala je od rta Oštro do ustja reke Bojane, dolga 294 km. Za razliko od severne sosede Hrvaške, Črna gora ob obali nima velikih naseljenih otokov. Značilnost obale je Kotorski zaliv, fjord, ki je v resnici potopljen kanjon reke. Kotorski zaliv je obdan z gorami, visokimi do 1000 m, ki se skoraj navpično spuščajo v morje.
Južno od Kotorskega zaliva je ozka obalna ravnica, široka največ 4 km, ki jo s severa varujejo visoke gore. Ravnina je nudila prostor za številna majhna obalna naselja.
Na apnenčastih tleh se je razvila značilna rdeča zemlja (terra rosa), ugodna za vzgojo tobaka, vinske trte, sadja, oljke i drugih kulturi. Pojavlja se tudi fliš. Jadranska obala se deli na: Bokokotorski zaliv, Črnogorsko ali Paštrovićko primorje, Barsko polje, Skadarski bazen in Zetsko-Bjelopavlićka planota.

### Hidrologija
Površinski odtok Črne gore na sever prenašata reki Lim in Tara, ki skozi reko Drino v Bosni in Hercegovini vstopata najprej v Savo in nato v Donavo. Na jugu Črne gore se tokovi stekajo proti Jadranskemu morju. Velik del drenaže kraškega območja ni na površju, ampak potuje v podzemnih kanalih.
Največje jezero v Črni gori in na Balkanu je Skadrsko jezero. Leži blizu obale in sega čez mednarodno mejo v severno Albanijo. Dolgo je 50 km in široko 16 km, s skupno površino 370 km2. Približno 60 odstotkov je znotraj črnogorskega ozemlja. Vodno telo zaseda depresijo kraškega polja, ki ima dno pod morsko gladino.
Dinarsko gorstvo Črne gore je znano po številnih jezerih.

### Podnebje
Na podnebje Črne gore vplivajo velike vodne površine Jadranskega morja in Skadarskega jezera, globok zaliv Boke kotorska, zaledje gora v bližini obale (Orjen, Lovćen in Rumija) in gorovja Durmitor, Bjelasica in Prokletije. 
V Primorju in Zetsko-Bjelopavlićki planoti je sredozemno podnebje, s toplimi in suhimi poletji in blagimi in deževnimi zimami. Pozimi s kopnega piha suha in hladna burja, jeseni z morja piha jugo in prinaša topel zrak iz severne Afrike in velike količine padavin. Gora Orjen spada med kraj z največ padavinami v Evropi. Tu pade letno okoli 4600 mm padavin, na strmih pobočjih Orjena v kraju Crkvice celo oko 5000 mm na leto, kar predstavlja evropski maksimum padavin, v rekordnih letih blizu 7000 mm/m².
Bolj osto podnebje imajo kraška polja pod okoliškimi gorami oddaljena 20-80 km od morja. V osrednjem in severnem delu države imajo gorsko podnebje, na skrajnem severu pa kontinentalno, za katerega je, razen velikih dnevnih in letnih nihanj temperature, značilna majhna letna količina padavin, ki so enakomerno razdeljena čez leto. V gorah na severu so poletja relativno hladna in vlažna, zime pa dolge in ostre, s pogosto zmrzaljo ter nizkimi temperaturami, ki hitro padajo z višino. 

## Rastlinstvo
V Črni gori samoniklo raste 2880 vrst in podvrst višjih rastlin (praproti in cvetnice), med njimi je  212 endemitov Balkanskega polotoka, in 22 vrst endemitov Črne gore. Območje Črne gore se lahko razdeli na tri ekoregije: ilirski listopadni gozdovi, sredozemsko rastlinstvo ob obali in dva podtipa mešanih gozdov (balkanski mešani gozd na skrajnem severu in vzhodu in dinarski mešan gozd v ostalem delu države .

## Živalstvo
Živalski svet Črne gore spada u zoogeografsko regijo palearktik, a se na njenem ozemlju križajo živali tudi drugih regij: Mediterana, srednje Evrope in prednje Azije. Po drugi strani, današnje živalstvo predstavlja ostanek kvartarne faune, ki je bila na tem območju neobičajno bogata. Balkanski polotok je imel v ledeni dobi relativno blago podnebje, zato je bil zatočišče številnim rastlinskim in živalskim rodovom in vrstam. V kvartarju so na območju živele danes izumrle vrste: rdeči alpski volk (Cuon alpinus europaeus), jamska hijena (Crocuta spelaea), jamski medved (Ursus speleus), leopard (Leopardus pardus), divji konj (Equus ferus), volnati nosorog (Coelodonta antiquitatis), gigantski jelen (Megaceros giganteus), bizon (Bison priscus), tur (Bos primigenius) in druge. Številne še danes obstoječe vrste so iz Črne gore izginile že v preteklosti, kot risi (Lynx lynx), damjak (Dama dama), navadni jelen (Cervus elephus), alpski kozorog (Capra ibex) in druge. 

## Narodni parki
V Črni gori je pet narodnih parkov:
| Ime                          | Ustanovljen | Velikost (-{ha}-) | Slika                           |
| ---------------------------- | ----------- | ----------------- | ------------------------------- |
| Narodni park Durmitor        | 1952.       | 39.000            |                                 |
| Narodni park Biogradska gora | 1952.       | 5.650             |                                 |
| Nadnini park Lovćen          | 1952.       | 5.650             | Lovćen sa Njegoševim mauzolejem |
| Narodni park Skadrsko jezero | 1983.       | 40.000            |                                 |
| Narodni park Prokletije      | 2009.       | 16.630            |                                 |

## Podatki
Geografske koordinate: 42°30′N 19°18′E / 42.500°N 19.300°E
Območje
- Skupaj: 13,812 km²
- Kopno: 13,452 km²
- Vode: 360 km²

Prebivalstvo: 620.145 (2003 census); 653.474 (2013 ocena  Arhivirano 2020-05-05 na Wayback Machine.) 
Dolžina obale: 293,5 km 
Dolžina mednarodnih meja: 625 km 
- S Hrvaško: 14 km ali 25 km [7][8]
- Z Bosno in Hercegovino: 225 km
- S Srbijo: 124 km
- in z Albanijo: 172 km

Obdelano zemljišče: 517.153 ha
Raba tal:
- njiva: 12,45 %
- trajni nasadi: 1,16 %
- drugo: 86,39 %

Namakana zemljišča: 24,12 km²
Pomorske zahteve:
Točke
- Najnižja točka
  - Jadransko morje - 0 m
- najvišja točka
  - Zla Kolata - 2535 m
- Najsevernejša točka:
  - Moćevići, občina Pljevlja - 43°32′N 18°58′E / 43.533°N 18.967°E
- Najjužnejša točka:
  - Mala Ada, občina Ulcinj - 41°55′N 19°22′E / 41.917°N 19.367°E
- Vzhodna točka:
  - Jablanica, občina Rožaje - 42°53′N 20°21′E / 42.883°N 20.350°E
- najbolj zahodna točka:
  - Prijevor, občina Herceg Novi - 42°29′N 18°26′E / 42.483°N 18.433°E